# Facteur 8 : Alerte en plein ciel

Facteur 8 : Alerte en plein ciel (Faktor 8 - Der Tag ist gekommen) est un téléfilm allemand, réalisé par Rainer Matsutani, et diffusé en 2009.

## Fiche technique
- Titre allemand : Faktor 8 - Der Tag ist gekommen
- Réalisation : Rainer Matsutani
- Scénario : Benedikt Roeskau
- Photographie : Gerhard Schirlo
- Musique : Philipp F. Kölmel
- Durée : 92 min
- Dates de diffusion :
  -  Allemagne :
  -  France :

## Distribution
- Muriel Baumeister : Anne Hecker
- Oliver Mommsen : Gregor Hecker
- Emilia Schüle : Julia Hecker
- Max Felder: Sven
- Jaymes Butler : Pascal
- André Hennicke : Peter Brandt
- John Friedmann : Chris
- Kirsten Block : Birgit Petersen
- Max Von Thun : Peter von Dormagen
- Stephan Luca : Peter Keller
- François Goeske : Frank
- Heio von Stetten : Thomas Gallus